# Liste des membres du Sénat conservateur
Pour un article plus général, voir Sénat conservateur.

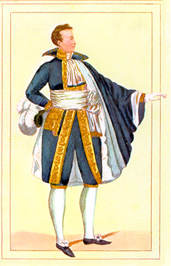
Costume de sénateur (Premier Empire)

Cette liste permet de comprendre les diverses évolutions chronologiques de cette assemblée. Elle vient en complément de la catégorie Catégorie:Membre du Sénat conservateur, qui fournit une liste des membres par ordre alphabétique.

## Nombre de membres du Sénat
Sauf erreur, au 1er janvier de chaque année, le Sénat compta :
| Année | Membres |
| ----- | ------- |
| 1800  | 59      |
| 1801  | 62      |
| 1802  | 66      |
| 1803  | 74      |
| 1804  | 78      |
| 1805  | 93      |
| 1806  | 110     |
| 1807  | 120     |
| 1808  | 128     |
| 1809  | 122     |
| 1810  | 129     |
| 1811  | 140     |
| 1812  | 141     |
| 1813  | 141     |
| 1814  | 148     |

## Nominations constitutionnelles du22 frimaire anVIII(13 décembre 1799)
La constitution nomme nominativement les deux consuls sortants Emmanuel-Joseph Sieyès et Pierre Roger Ducos sénateur d'office en leur confiant la charge de nommer pour le 4 nivôse, première session, la majorité (soit 31 membres) de l'assemblée.
1. Roger Ducos, consul sortant
2. Sieyès, consul sortant

## Nominations du3 nivôse anVIII(24 décembre 1799)

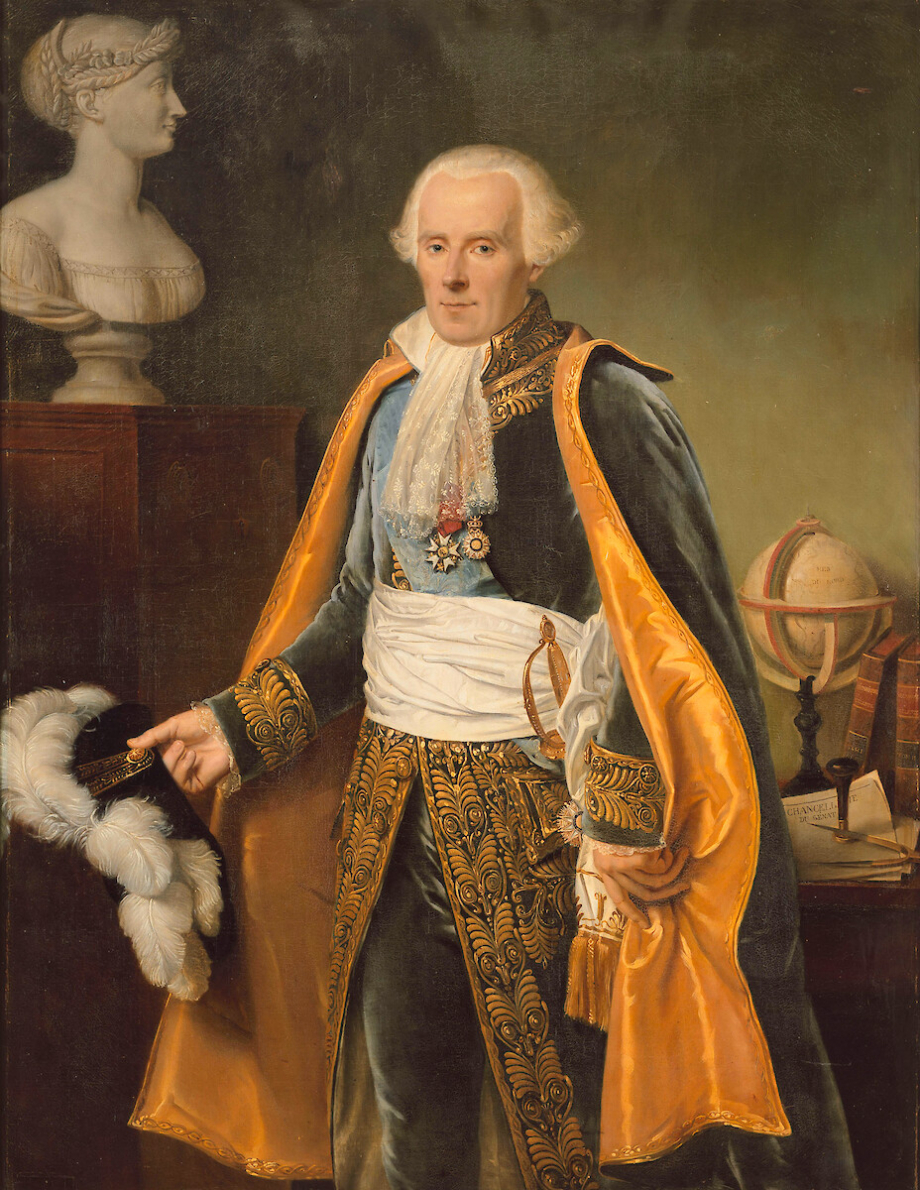
Simon Marquis de Laplace (1745-1827), mathématicien et astronome, en habit de chancelier du Sénat sous l'Empire, Jean-Baptiste Paulin Guérin (1783–1855), 1838, Musée de l'Histoire de France (Versailles).

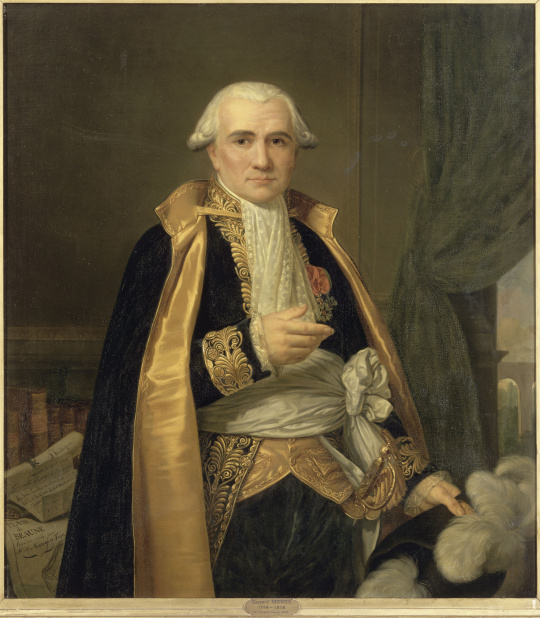
Gaspard Monge (1746-1818), comte de Péluse, mathématicien, en grand habit de président du Sénat Conservateur, Jean-Guillaume-Elzidor Naigeon (1797-1867), 1842, Musée de l'Histoire de France (Versailles).

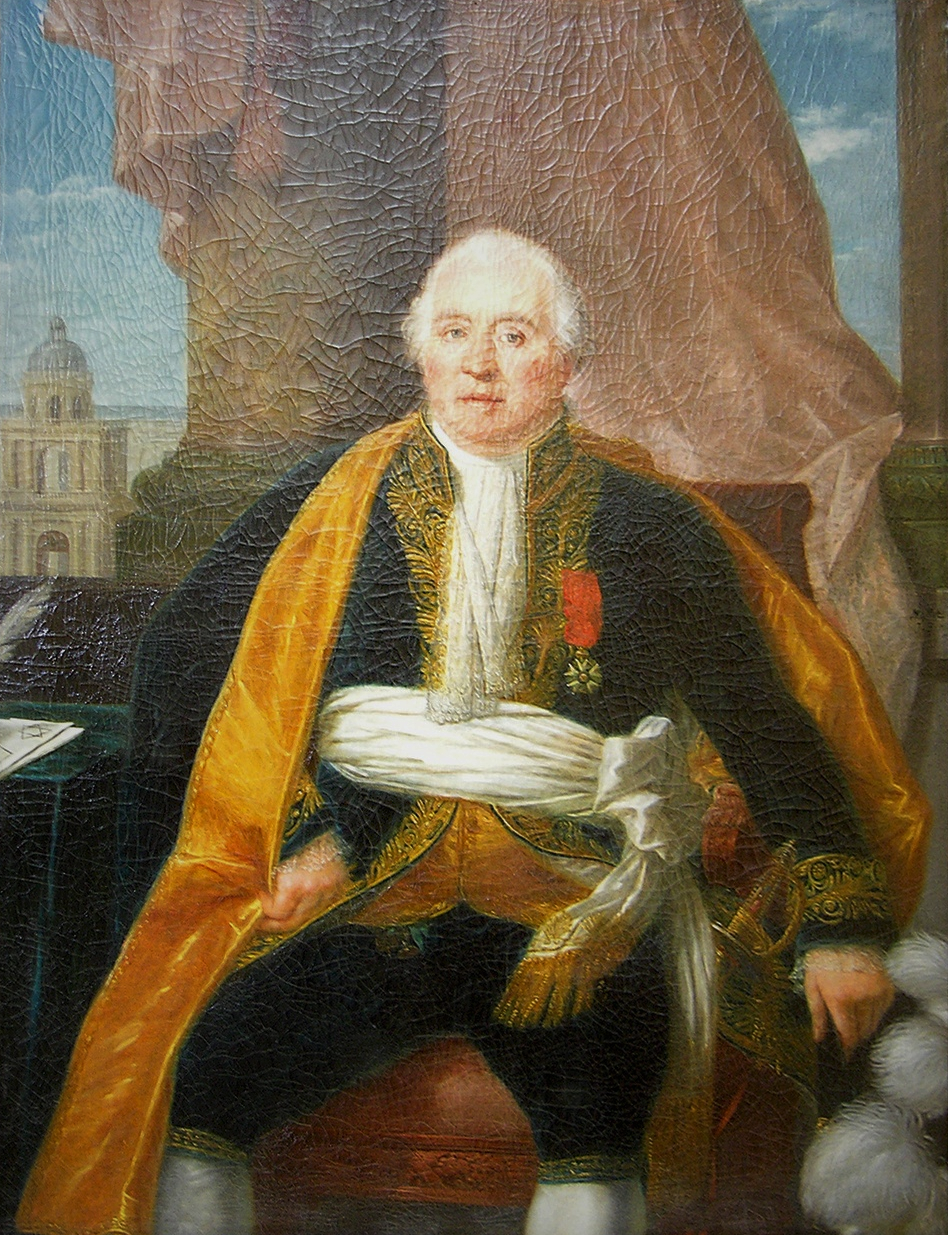
Jean Rousseau (1738-1813).

Le 3 nivôse de l'an VIII, les citoyens Sieyes, Roger-Ducos (consuls sortants) et les second et troisième consul arrivant Cambacéres et Lebrun se réunissent au petit palais du Luxembourg pour désigner la majorité du sénat conservateur. Ils nomment 29 sénateurs ce jour-là.
Il s'agit de  :
1. Beaupuy, de la Commission des Anciens. (mort le 19 septembre 1802)
2. Berthollet, administrateur de la Monnaie
3. Cabanis, de la Commission des Cinq-cents (mort le 5 mai 1808)
4. Cornet, de la Commission des Anciens
5. Cousin, du Conseil des Anciens (mort le 29 décembre 1800)
6. Creuzé-Latouche, de la Commission des Cinq-cents (mort le 23 octobre 1800)
7. Dailly, ancien constituant (mort le 20 août 1800)
8. Destutt, ancien constituant
9. Dubois-Dubais, du Conseil des Anciens
10. Ducis, de l'Institut national (il refusa ce poste, par principe.)
11. Fargues, de la Commission des Anciens (mort le 24 septembre 1804)
12. Garran-Coulon, ancien conventionnel, substitut du commissaire du Gouvernement au tribunal de cassation
13. Garat, de la Commission des Anciens
14. Hatry, ancien général en chef (mort le 30 novembre 1802)
15. Kellermann, ancien général en chef
16. Lacépède, professeur au muséum d'histoire naturelle
17. Lambrechts, ancien ministre de la Justice, président de l'administration centrale de la Dyle
18. Laplace, ministre de l'Intérieur
19. Le Couteulx-Canteleu, ancien constituant, président de l'administration de la Seine
20. Lermercier, de la Commission des Anciens
21. Lenoir-Laroche, de la Commission des Anciens
22. Lespinasse, général de division
23. Monge, ancien ministre de la Marine
24. Pléville-Lepeley, vice-amiral (mort le 2 octobre 1805)
25. Porcher, de la Commission des Anciens.
26. Resnier, ancien envoyé de la république à Genève, archiviste des relations extérieures (mort le 8 octobre 1807)
27. Rousseau, de la Commission des Anciens (mort le 7 novembre 1813)
28. Vimar, de la Commission des Anciens
29. Volney, de l'Institut national

Ils sont tous convoqués individuellement pour la première séance du sénat le lendemain 4 nivôse à 9 h du matin.

### Première session du Sénat conservateur le4 nivôse anVIII(25 décembre 1799)

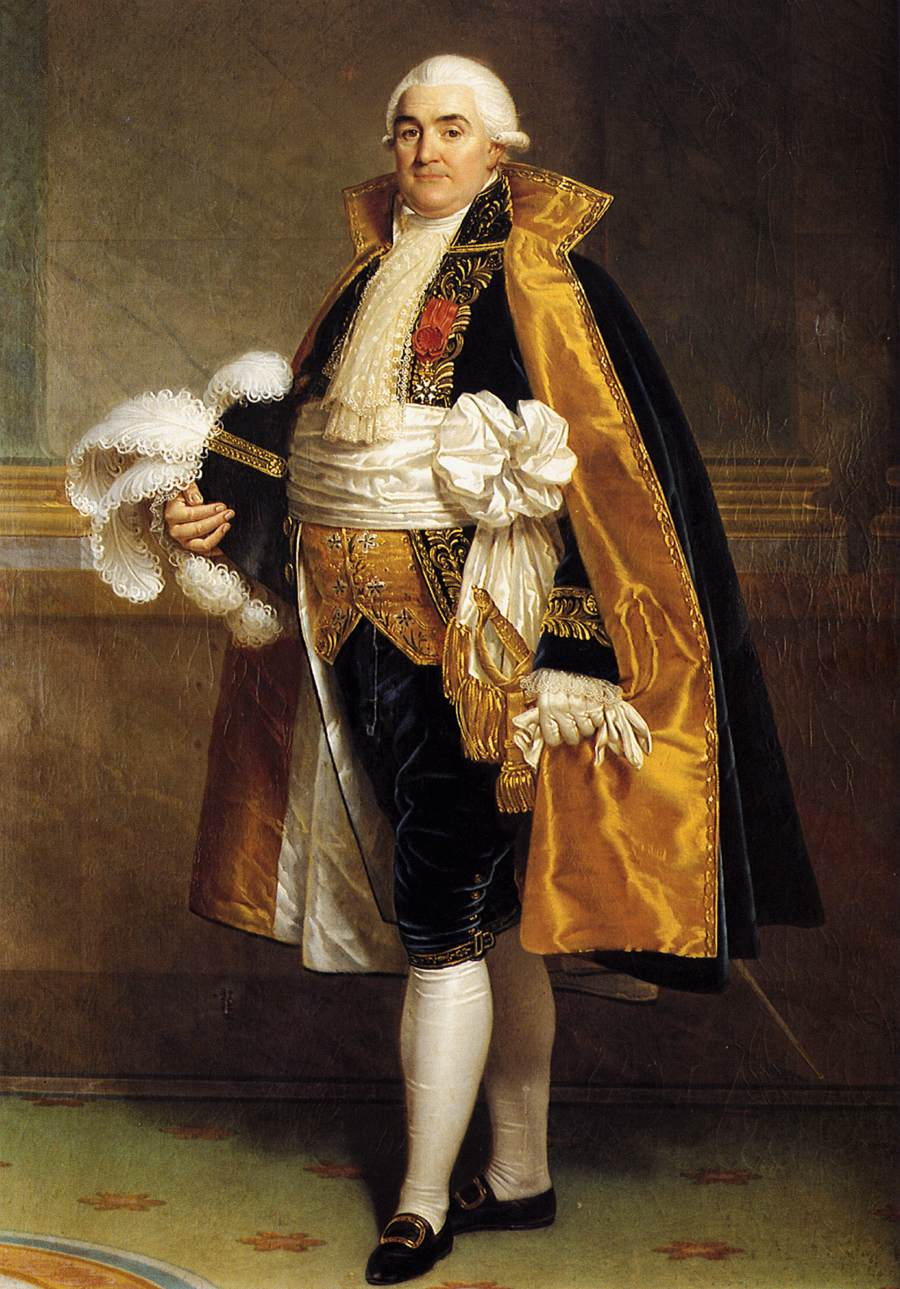
Portrait du comte Charles Antoine Chasset, d'Albert Grégorius, Musée Groeninge de Bruges.

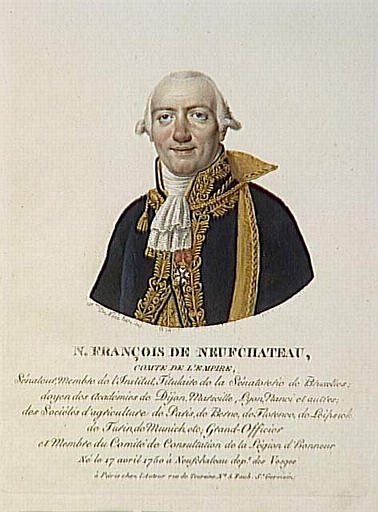
Nicolas-Louis François de Neufchâteau.

Le lendemain matin, sous la présidence initiale de Michel-François Dailly, doyen de l'assemblée et avec Fargues (le plus jeune) comme secrétaire, 29 nouveaux sénateurs sont désignés. Il s'agit, par ordre alphabétique, de :
1. Abrial, commissaire du Gouvernement au tribunal de cassation (Il refusa sa nomination pour prendre le poste de Ministre de la Justice. Il sera renommé sénateur à la fin de son mandat de ministre).
2. Casabianca (Raphaël), général de division
3. Chasset, du Conseil des Anciens
4. Choiseul-Praslin, ancien constituant (mort le 28 janvier 1808)
5. François-Armand Cholet, de la Commission des Cinq-cents
6. Clément de Ris, ancien commissaire de l'Instruction publique, ancien président de l'administration d'Indre-et-Loire
7. Cornudet, de la Commission des Anciens
8. Cretet, de la Commission des anciens (il refusa sa nomination en raison de sa nomination au Conseil d'État)
9. Darcet, de l'Institut national (mort le 12 février 1801)
10. Daubenton, professeur au muséum d'histoire naturelle (mort le 31 décembre 1799[Note 4])
11. Davous, administrateur du département de la Seine
12. Depère (Mathieu), de la Commission des Anciens
13. Dizez, ancien conventionnel, commissaire du Gouvernement à l'administration centrale du département des Landes
14. Drouin (Louis), négociant à Nantes[Note 5] (il refusa le poste, arguant de son grand âge et de ses infirmités[3].)
15. François (de Neufchâteau), ancien directeur, ancien législateur, ancien ministre de l'Intérieur
16. Herwyn, de la Commission des Anciens
17. Journu-Aubert, ancien législateur, négociant à Bordeaux
18. Lagrange, de l'Institut national (mort le 10 avril 1813)
19. Delaville Le Roulx, négociant, ancien constituant (mort le 3 avril 1803)
20. Lejean (Lazare), négociant à Marseille (mort le 12 janvier 1803)
21. Levavasseur, négociant, président du tribunal de commerce à Rouen (mort le 8 août 1802)
22. Péré, de la Commission des Anciens
23. Perregaux, banquier (mort le 17 février 1808)
24. Regnier, de la Commission des Anciens. (il refusa le poste en raison de sa nomination au Conseil d'État)
25. Roederer, ancien constituant (il refusa le poste en raison de sa nomination au Conseil d'État)
26. Sers (de la Gironde), ancien conventionnel, négociant à Bordeaux (mort le 16 septembre 1809)
27. Vernier, de la Commission des Anciens.
28. Vien, peintre, de l'Institut national (mort le 27 mars 1809)
29. Villetard, de la Commission des Cinq-cents.

La séance reprend à 16 h l'après-midi du 4. 
Abrial, Cretet, Regnier et Roederer annoncent qu'en raison de leur nomination à d'autres postes, ils ne peuvent accepter de devenir conservateurs. En conséquence, 4 autres membres sont élus :
1. Bougainville, vice-amiral (mort le 31 août 1811)
2. Morard de Galles, vice-amiral (mort le 23 juillet 1809)
3. Jacqueminot, de la Commission des Cinq-cents (mort le 13 juin 1813)
4. Sérurier, général de division

Lors de cette première session, Emmanuel-Joseph Sieyès est élu président, Roger-Ducos et Lacépède sont élus secrétaires.

### 

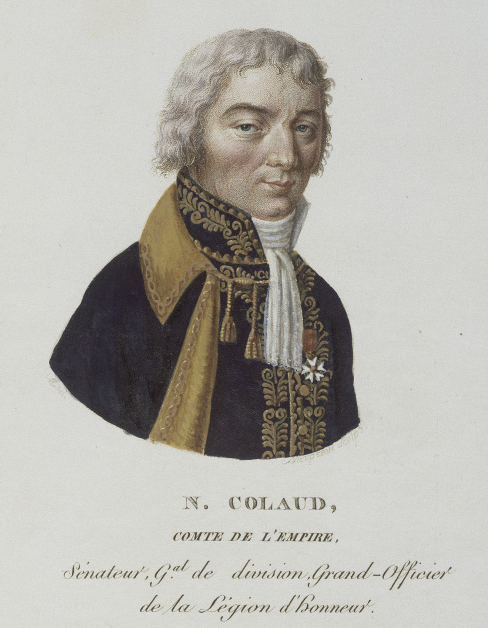
Claude Sylvestre Colaud.

## Nominations suivantes

### 24 pluviôse anVIII(13 février 1800)
- François Barthélemy

### 18 ventôse anVIII(9 mars 1800)
- Jean-Denis Lanjuinais

### 11 germinal anVIII(1eravril 1800)
- François Joseph Lefebvre

### 8 thermidor anVIII(27 juillet 1800)
- Claude Henri Belgrand de Vaubois

### 28 frimaire anIX(19 décembre 1800)
- Claude-Pierre de Delay d'Agier

### 8 nivôse anIX(29 décembre 1800)
- Antoine-Guillaume Rampon

### 28 nivôse anIX(18 janvier 1801)
- Aaron Jean François Crassous, meurt le 10 septembre 1801.

### 24 pluviôse anIX(13 février 1801)
- Claude Sylvestre Colaud

### 8 ventôse anIX(27 février 1801)
- François Denis Tronchet (mort le 10 mars 1806)

### 21 ventôse anIX(12 mars 1801)
- Louis Auguste Juvénal des Ursins d'Harville

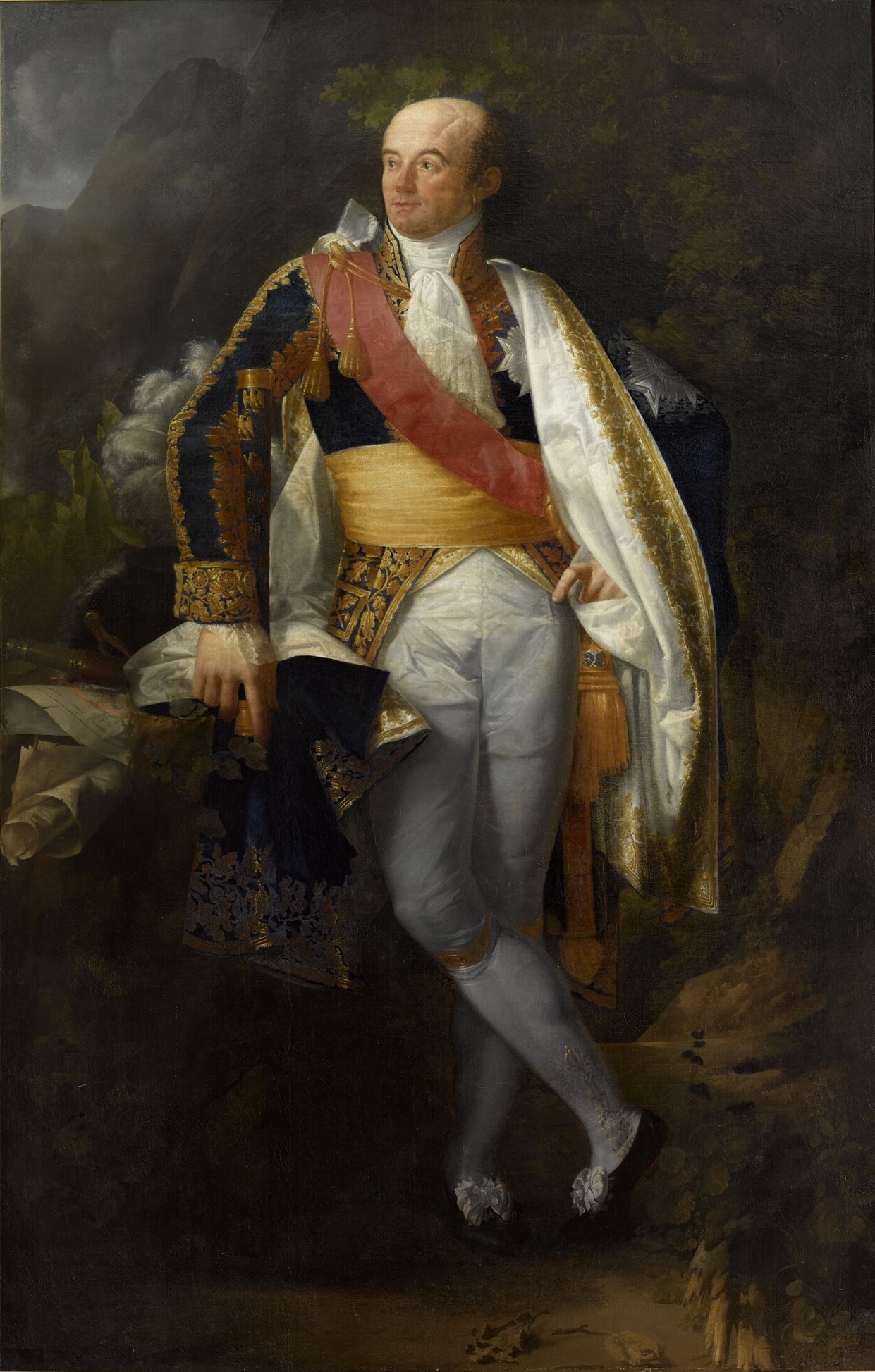
Dominique-Catherine, marquis Pérignon, maréchal de France, Philippe-Auguste Hennequin, vers 1804.

### 8 germinal anIX(29 mars 1801)
- Dominique-Catherine, marquis Pérignon, maréchal de France, Philippe-Auguste Hennequin, vers 1804.Catherine-Dominique de Pérignon[4]

### 4 nivôse anX(25 décembre 1801)
Nommé en remplacement du sénateur Aaron Jean François Crassous, décédé
- Henri Grégoire, membre du corps législatif

### 14 nivôse anX(4 janvier 1802)
- Jean Fabre de La Martillière

### 28 nivôse anX(18 janvier 1802)
- Jean-Nicolas Démeunier (mort le 7 février 1814)

## Nominations selon la constitution de l'an X

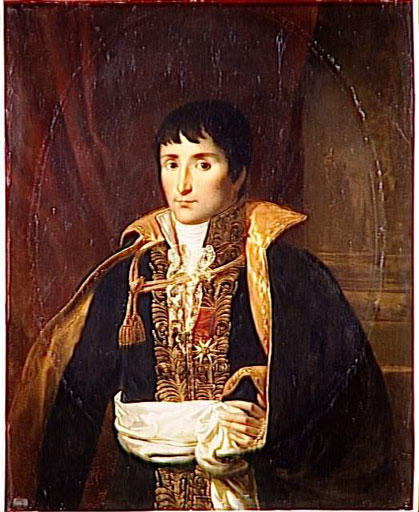
Lucien Bonaparte, Prince de Canino (1755-1840), Robert Lefèvre (1755–1830), Musée de l'Histoire de France (Versailles).

L'article 62 de la constitution du 16 thermidor an X (4 août 1802) précise que les membres du grand conseil de la Légion d'honneur sont membres du Sénat, quel que soit leur âge. À ce titre, les deux frères de Napoléon Bonaparte intègrent de fait le Sénat.
1. Joseph Bonaparte
2. Lucien Bonaparte

L'article 39 précise également que les consuls sont membres du Sénat, ainsi que son président. 
1. Jean-Jacques-Régis de Cambacérès
2. Charles-François Lebrun

### 27 fructidor an X (14 septembre 1802)
1. André Joseph Abrial (à la fin de son poste ministériel)
2. Jean Baptiste de Belloy  (mort le 10 juin 1808)
3. François Marie d'Aboville
4. Joseph Fouché
5. Pierre-Louis Roederer

### 2 fructidor an XI (20 août 1803)

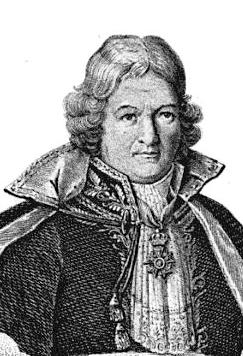
Jean-Louis Emmery.

1. Jean-Louis Emmery

### 7 fructidor an XI (25 août 1803)
1. Pierre Garnier de Laboissière (mort le 14 avril 1809)

### 11 fructidor an XI (29 août 1803)
1. Degrégory Marcorengo

### 14 fructidor an XI (1erseptembre 1803)
1. Louis-Joseph-Charles-Amable d'Albert de Luynes (mort le 23 mai 1807)

### 8 brumaire an XII (31 octobre 1803)
1. François Jaucourt

### 10 brumaire an XII (2 novembre 1803)
1. Jean-Baptiste Lebrun, comte de Rochemont

### 14 pluviôse an XII (4 février 1804)
1. Justin de Viry (mort le 23 octobre 1813)

### 28 pluviôse an XII (18 février 1804)
1. François-Antoine de Boissy d'Anglas
2. Pierre Nicolas de Fontenay (mort le 14 février 1806)

### 6 germinal an XII  (27 mars 1804)
1. François Cacault (mort le 10 octobre 1805)
2. Germain Garnier

### 1erfloréal an XII (21 avril 1804)
1. Bruneteau Sainte Suzanne
2. Claude de Beauharnais
3. Chrétien de Lannoy
4. Saint-Martin-Delamotte

## Nominations selon la constitution de l'an XII
L'article 35 de la constitution du 28 floréal an XII (18 mai 1804) précise que sont membres du Sénat :
- les titulaires des grandes dignités de l'Empire
- Les Princes

Ceci conforte donc dans leur poste de sénateurs :   
1. Joseph Bonaparte, en tant que grand électeur;
2. Jean-Jacques-Régis de Cambacérès, en tant qu'archichancelier de l'Empire;
3. Charles-François Lebrun, en tant qu'architrésorier;
4. Louis Bonaparte, en tant que connétable.

### 25 thermidor an XII (13 août 1804)
1. Jean-Antoine Chaptal

### 30 vendémiaire an XIII (22 octobre 1804)
Élections pour l'une des places vacantes par la mort, ou pour l'une des places additionnelles (article 61 de l'acte du 26 thermidor an X)
1. Pierre Jean Alexandre Tascher
2. Jean Baptiste Camille Canclaux, général de division
3. Jean André Saur, membre du Corps législatif

### 7 brumaire an XIII (29 octobre 1804)
Élection, pour remplacer le sénateur Fargues décédé
1. Rigal, législateur

### 8 frimaire an XIII (29 novembre 1804)
1. Félix Baciocchi

### 25 frimaire an XIII (16 décembre 1804)
1. Jean-Baptiste-Pierre Bevière (mort le 12 mars 1807)

### 12 pluviôse an XIII (1erfévrier 1805)
Nominations aux dignités de l'Empire, sénateur par droit
Napoléon informe au cours de cette séance avoir nommé :
1. Joachim Murat, Grand Amiral de l'Empire - il prête serment le 15 pluviôse an XIII (4 février 1805)
2. Eugène de Beauharnais, archichancelier d'État (il ne prête serment que le 16 décembre 1809).

Nominations par décret impérial
1. cardinal Joseph Fesch, archevêque de Lyon et grand aumônier de l'empereur
2. cardinal Cambacérès, archevêque de Rouen
3. général Pierre Riel de Beurnonville, ambassadeur auprès de sa majesté catholique
4. Charles-Louis Huguet de Sémonville, ambassadeur auprès de la République battave
5. Henri Cardin Jean-Baptiste d'Aguesseau, ministre plénipotentiaire auprès du roi du Danemark
6. Gabriel de Hédouville, général de division
7. Pierre Marie Barthélemy Ferino, général de division, commandant la 3e division militaire
8. Louis Jean-Baptiste Gouvion, inspecteur général de la gendarmerie
9. Jean Dembarrère, inspecteur général du génie
10. Louis-Gustave Doulcet de Pontécoulant, préfet du département de la Dyle
11. Jean-Victor Colchen, préfet du département de la Moselle
12. Gabriel Louis de Caulaincourt, président du collège électoral du département de l'Aisne (mort le 27 octobre 1808)
13. de Saint-Vallier, président du collège électoral du département de la Drôme
14. Jean-Baptiste Papin, président de l'assemblée du canton d'Aire, département des Landes (mort le 3 février 1809)
15. de Valence, président du canton de Varzy, département de la Marne

### 5 thermidor an XIII (24 juillet 1805)
1. de Fleurieu (mort le 18 août 1810)

### 4 brumaire an XIV (26 octobre 1805)
1. Michel-Angelo Cambiaso (mort le 13 mars 1813)
2. Girolamo-Luigi Durazzo (mort le 21 janvier 1809)

### 28 mars 1806

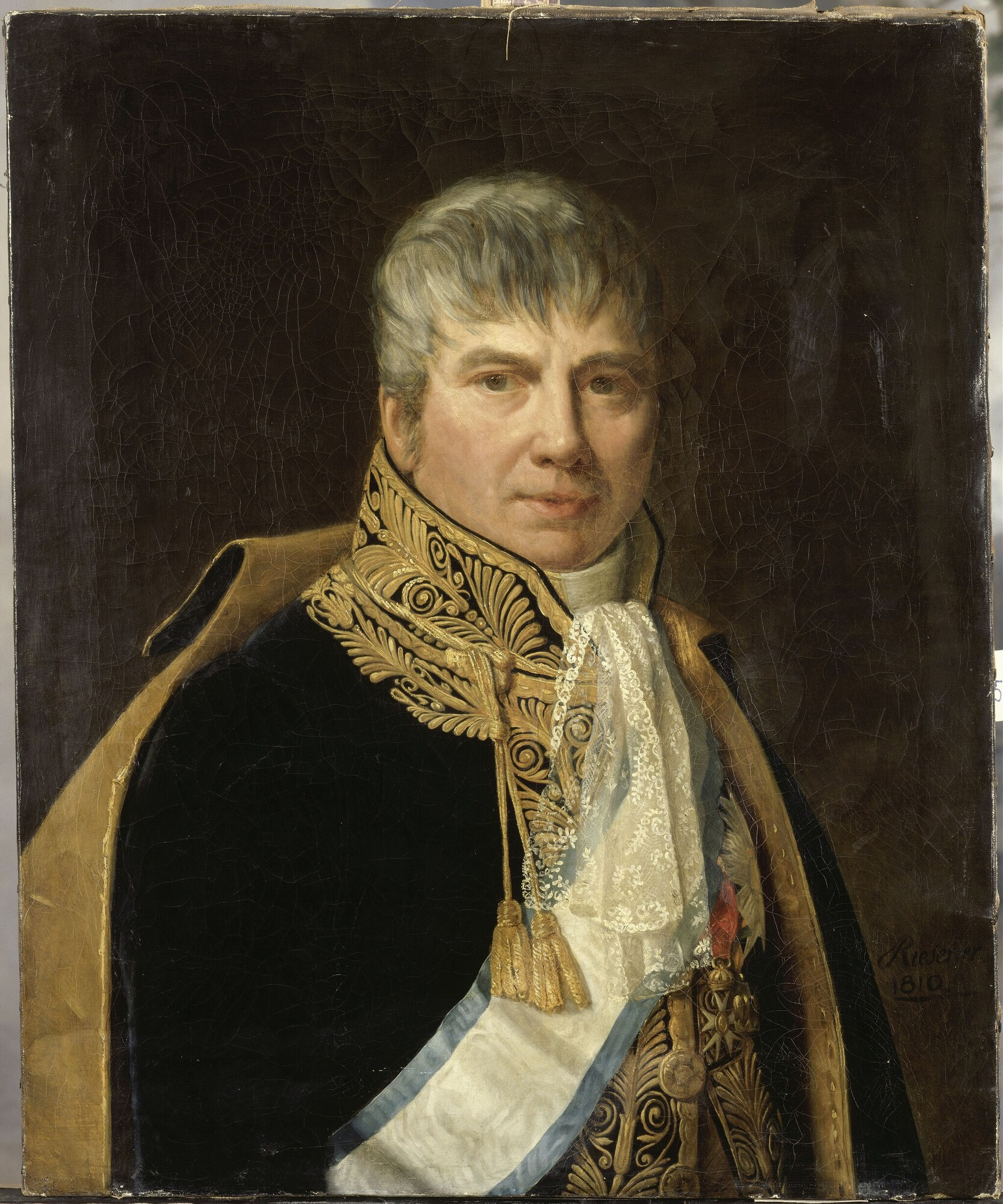
Michel Ordener (1755-1811).

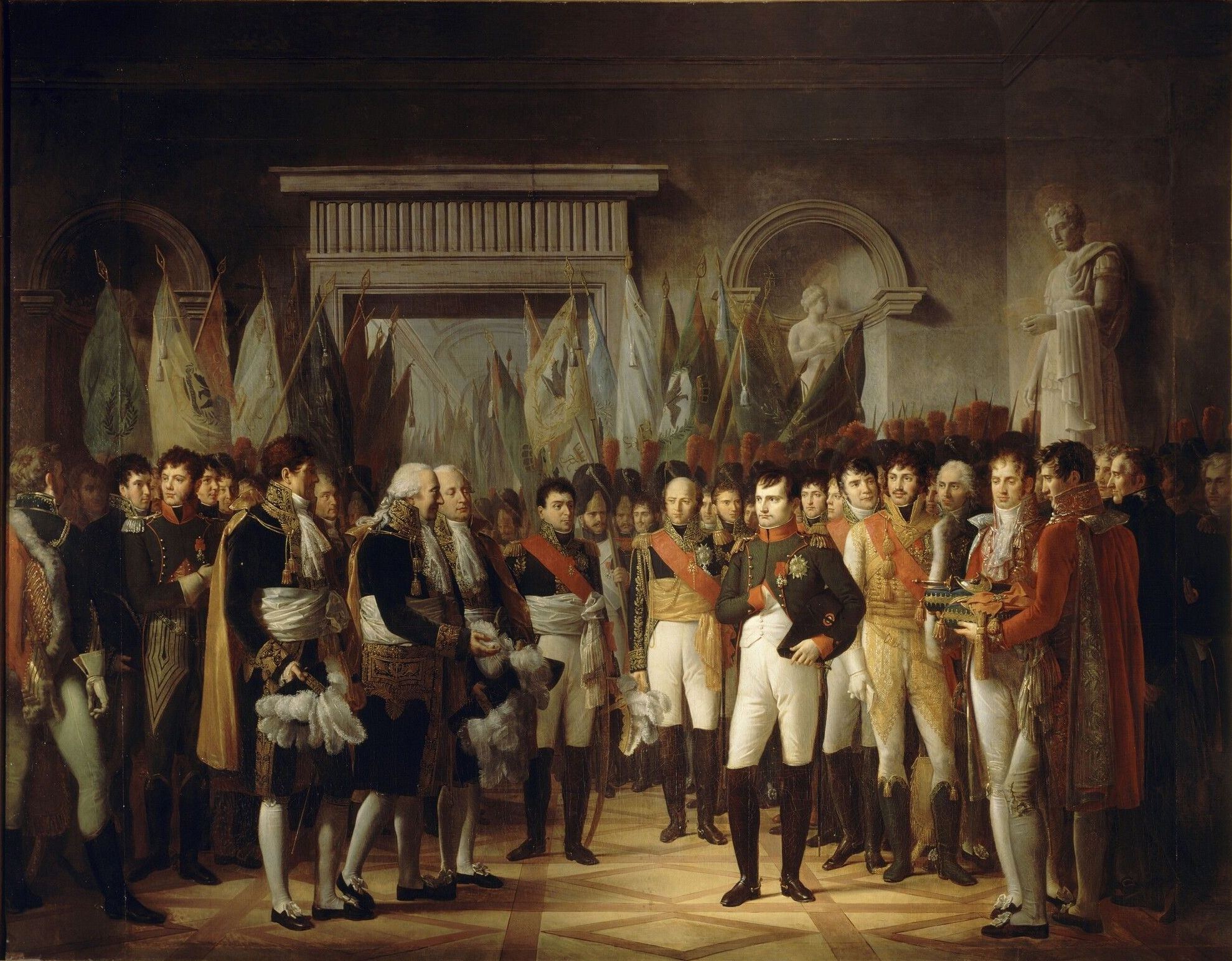
Napoléon reçoit au palais royal de Berlin les députés du Sénat, 19 novembre 1806, René Théodore Berthon (1776–1859), Musée de l'Histoire de France (Versailles).

Élections de 3 sénateurs, un pour répondre à l'article 61 de l'acte du 16 thermidor an X, deux pour succéder aux sénateurs décédés Cacault et Pléville le Pelley.
1. Dupuy, conseiller d'état
2. Latour-Maubourg
3. Maleville, président à la cour de cassation

### 20 mai 1806
1. Joseph Laurent Demont
2. Jean Joseph Ange d'Hautpoul (mort le 14 février 1807)
3. Michel Ordener (mort le 30 août 1811)
4. Louis-Mathias de Barral
5. Claude François Marie Primat
6. Octave Faletti de Barol
7. Louis-Engelbert d'Arenberg
8. de Loë (mort le 30 mai 1813)

### 14 août 1807
Nominations au titre de l'article 57 de l'acte du 28 floréal an XII
1. Klein, général de division
2. Beaumont, général de division
3. Beguinot, général de division (mort le 26 septembre 1808)
4. Fabre (de l'Aude), président du Tribunat
5. Curée, du Tribunat
6. Hyacinthe de La Tour, archevêque de Turin (mort le 8 avril 1814)
7. Dupont, maire de Paris

Titulaires en tant que Grand Dignitaires
- Talleyrand, vice-grand électeur
- Berthier, vice-connétable

### 19 août 1807

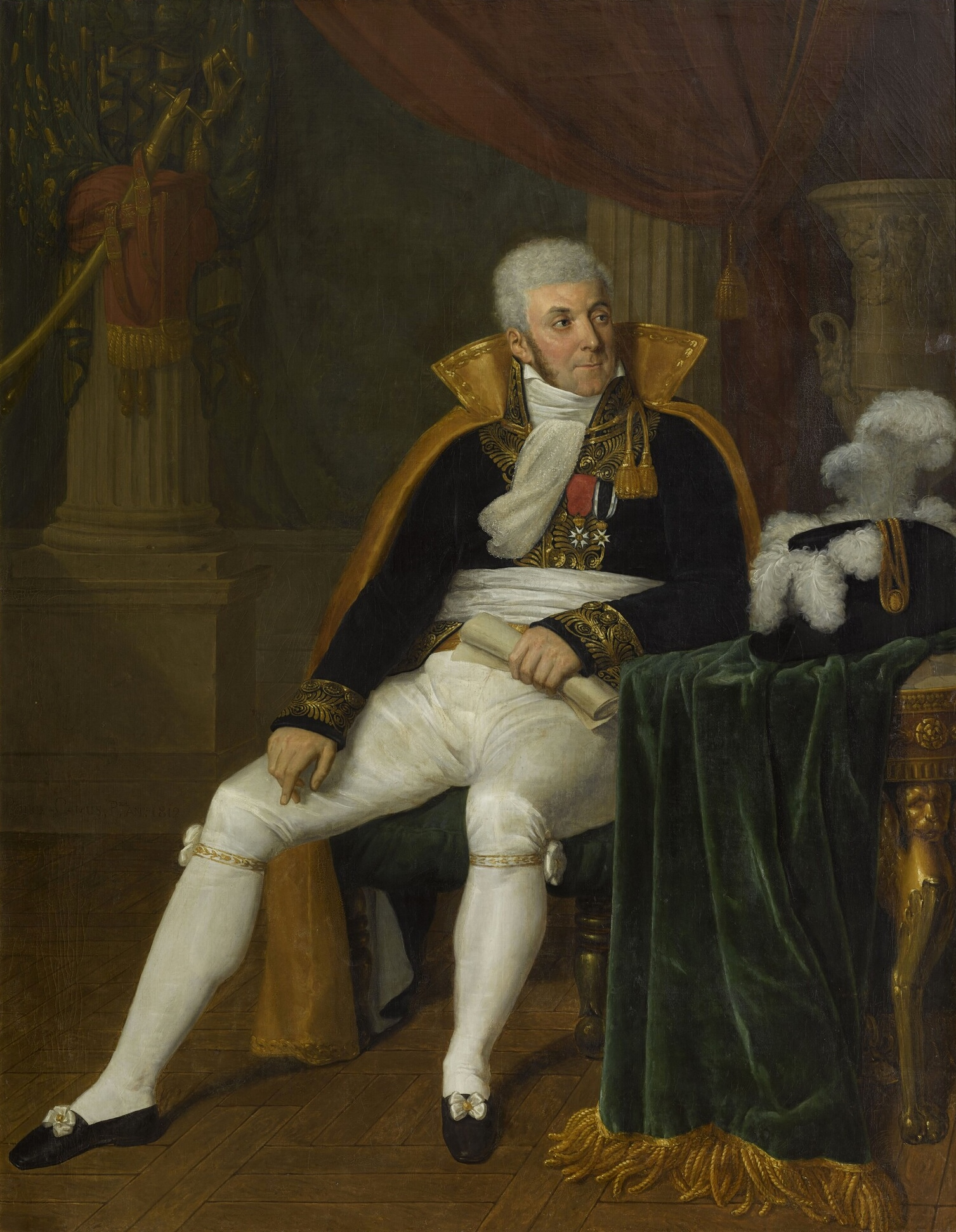
Général Jérôme Soulès (1760-1833), Marie-Nicolas Ponce-Camus, 1812.

Élections faisant suite aux décès des sénateurs Defontenay, Tronchet et de Luynes
1. Lejeas
2. Cossé-Brissac (mort le 19 juin 1813)
3. Général Soulès

### 6 mars 1809
Élections de 2 sénateurs faisant suite aux décès des sénateurs Cabanis et Resnier
1. Lafaurie de Montbadon, maire de Bordeaux
2. Mérode-Westerloo, maire de Bruxelles

### 18 mars 1809
Nominations par Napoléon, communiqué au Sénat conservateur en séance du 28 mars 1809
1. cardinal Caselli, évêque de Parme
2. prince Corsini l'ainé, de Florence
3. Ranuce Anguissola, de Plaisance
4. Vittorio Fossombroni, ancien lieutenant général en Toscane
5. Hippolyte Venturi, ancien sénateur de Florence

### 28 mars 1809
Élections faisant suite aux décès des sénateurs Perregaux et de Choiseul-Praslin
1. Luigi Domenico Carbonara, premier président de la cour d'appel de Gênes, en remplacement de Perregaux, décédé
2. Charles Cochon de Lapparent, préfet du département des Deux-Nèthes, en remplacement de Choiseul-Praslin, décédé

### 14 décembre 1809
Élections de 3 sénateurs, pour succéder à Vien, Garnier-Laboissière et Morand de Galle, décédés
1. Ferdinand de la Ville, chambellan de Madame

1. Emmanuel Pastoret
2. comte Orillard de Villemanzy, inspecteur en chefs aux revues

### 5 février 1810
Nominations par Napoléon, communiqués au Sénat conservateur en séance du 8 février 1810
1. Jean François Aimé Dejean, premier inspecteur du génie
2. Jean-Pierre Louis de Fontanes, grand-maître de l'université
3. Comte Rédon, conseiller d'état
4. comte Henri Shée, conseiller d'état
5. vice-amiral Thévenard
6. Baron de Belderbusch, préfet du département de l'Oise

### 3 mars 1810
Élection, faisant suite au décès du sénateur comte Sers
1. François Scholastique de Guéheneuc, administrateur des forêts

### 30 décembre 1810
Nomination de 5 sénateurs hollandais, faisant suite à l'annexion du Royaume de Hollande dans l'Empire : 
1. Rutger Jan Schimmelpenninck
2. Philippe Jules van Zuylen van Nyevelt
3. Frédéric Gilbert van Dedem van Gelder
4. Jean Wolters van de Poll, maire d'Amsterdam
5. Jean Meerman van Dalen et Wauren

### 22 février 1811
Décret de Napoléon nommant trois italiens des « peuples des départements de Rome et du Trasimène », membre du Sénat.
1. Alexandre Buonacorsi
2. Joseph Spada
3. Charles Colonna d'Avella

### 5 avril 1813

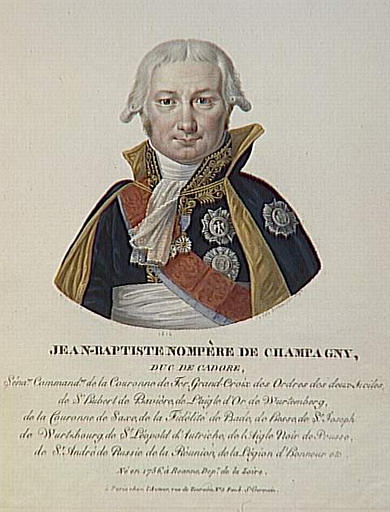
Jean-Baptiste Nompère de Champagny, par Philipp Velyn (1787–1836), Musée national du Château de Malmaison, Rueil-Malmaison.

Décret de Napoléon nommant deux des acteurs de la signature du Concordat, membres du clergé, au Sénat.
1. Alphonse Hubert de Latier, cardinal de Bayane
2. Jean-Baptiste Bourlier, évêque d'Evreux
3. Claude Juste Alexandre Legrand
4. François de Chasseloup-Laubat
5. Jean Jacques Basilien Gassendi
6. Antoine Marie Philippe Asinari de Saint-Marsan
7. François Barbé-Marbois
8. Charles Lidewine Marie de Croix
9. Jean-Baptiste Nompère de Champagny
10. Gérard Christophe Michel Duroc (mort le 13 mai 1813 avant de pouvoir siéger)
11. Pierre de Montesquiou Fezensac
12. Armand Augustin Louis de Caulaincourt
13. Louis-Philippe de Ségur

### 14 avril 1813
Élection, faisant suite au décès du sénateur comte Bougainville
1. Alexandre Joseph Séraphin d'Haubersaert